# 로만 루루아
로만 블라디메리스 제 루루아(조지아어: რომან ვლადიმერის ძე რურუა, 러시아어: Рома́н Влади́мирович Ру́руа 로만 블라디미로비치 루루아[*], 1942년 11월 25일~)는 소련의 레슬링 선수, 조지아의 정치인이다. 1964년 하계 올림픽 그레코로만형 페더급 은메달을 획득했고 1968년 하계 올림픽 그레코로만형 페더급에서 금메달을 획득했다.